# Übergabezug
Ein Übergabegüterzug (Abkürzung Üg, auch Übergabe) ist bzw. war bei der Eisenbahn ein Güterzug, der einzelne Güterwagen zwischen dem Start- bzw. Zielbahnhof und dem nächsten Knotenbahnhof befördert. Zwischen diesen Knotenbahnhöfen wurden die Wagen von Nahgüterzügen (Ng) oder Durchgangsgüterzügen weiterbefördert. Meistens handelte es sich hierbei um Züge, die nur relativ kurze Strecken zurücklegten und nur wenige Wagen transportierten, die einzeln oder in sogenannten Wagengruppen auf Anschluss- oder Ladegleisen zugestellt oder abgeholt wurden.
Heutzutage ist diese klassische Aufteilung der Güterzüge nicht mehr aktuell, die heutigen „regionalen Züge des Einzelwagenverkehrs“ etwa bei der Deutschen Bahn (DB) haben mit der klassischen Übergabe eher wenig zu tun und stellen eher ein Gemisch aus Üg und Ng dar. Sie werden von der DB mitunter als Cargobedienung bezeichnet und mit CB abgekürzt.